# クラシカ・サンセバスティアン2012
クラシカ・サンセバスティアン2012は、クラシカ・サンセバスティアンの32回目のレース。2012年8月14日に行われた。

## 参加チーム

### UCIプロチーム
| チーム名                             | 国籍           | コード |
| ------------------------------------ | -------------- | ------ |
| AG2R・ラ・モンディアル               | フランス       | ALM    |
| アスタナ                             | カザフスタン   | AST    |
| BMC・レーシングチーム                | アメリカ合衆国 | BMC    |
| エウスカルテル・エウスカディ         | スペイン       | EUS    |
| FDJ・ビッグマット                    | フランス       | FDJ    |
| ガーミン・シャープ                   | アメリカ合衆国 | GRS    |
| グリーンエッジ                       | オーストラリア | GEC    |
| チーム・カチューシャ                 | ロシア         | KAT    |
| ランプレ・ISD                        | イタリア       | LAM    |
| リクイガス・キャノンデール           | イタリア       | LIQ    |
| ロット・ベリソル                     | ベルギー       | LTB    |
| モビスター・チーム                   | スペイン       | MOV    |
| オメガファーマ・クイックステップ     | ベルギー       | OPQ    |
| ラボバンク                           | オランダ       | RAB    |
| レディオシャック・ニッサン・トレック | ルクセンブルク | RNT    |
| サクソ・バンク - ティンコフ・バンク  | デンマーク     | STB    |
| チーム・スカイ                       | イギリス       | SKY    |
| ヴァカンソレイユ・DCM                | オランダ       | VCD    |

### 招待チーム
- アンダルシア（ スペイン・ACG）
- カハ・ルラル（ スペイン・CJR）

## 成績
| 順位 | 選手名                     | 国籍           | チーム                          | 時間          |
| ---- | -------------------------- | -------------- | ------------------------------- | ------------- |
| 1    | ルイス・レオン・サンチェス | スペイン       | ラボバンク                      | 5時間55分34秒 |
| 2    | サイモン・ジェラン         | オーストラリア | オリカ・グリーンエッジ          | +07秒         |
| 3    | ヒアンニ・メールスマン     | ベルギー       | ロット・ベリソル                | 同            |
| 4    | クリストフ・ル・メヴェル   | フランス       | ガーミン・シャープ              | 同            |
| 5    | バウク・モレマ             | スペイン       | ラボバンク                      | 同            |
| 6    | マウロ・サンタンブロージョ | イタリア       | BMC・レーシングチーム           | 同            |
| 7    | マッズ・クリステンセン     | デンマーク     | サクソバンク - ティンコフバンク | 同            |
| 8    | ホアキン・ロドリゲス       | スペイン       | チーム・カチューシャ            | 同            |
| 9    | シャビエル・フロレンシオ   | スペイン       | チーム・カチューシャ            | 同            |
| 10   | ディエゴ・ウリッシ         | イタリア       | ランプレ・ISD                   | 同            |